# Miroslava Koželuhová
Miroslava Koželuhová, detta Mirka (25 luglio 1952), è un'ex tennista cecoslovacca.
È conosciuta anche come Miroslava Bendlová.

## Carriera
In carriera ha vinto un titolo nel singolare, il WTA Austrian Open nel 1974. Nei tornei del Grande Slam ha ottenuto il suo miglior risultato raggiungendo i quarti di finale nel singolare all'Open di Francia nel 1978.

## Statistiche

### Singolare

#### Vittorie (1)
| Numero | Anno           | Torneo                       | Superficie | Avversaria in finale | Punteggio |
| 1.     | 21 luglio 1974 | WTA Austrian Open, Kitzbühel |            | Mima Jaušovec        | 6-3, 6-0  |